# Ясная Поляна (Новотроицкая поселковая община)
Ясная Поляна (укр. Ясна Поляна) — село в Новотроицкой поселковой общине Генического района Херсонской области Украины.
Население по переписи 2001 года составляло 230 человек. Почтовый индекс — 75352. Телефонный код — 5548. Код КОАТУУ — 6524482503.